# Lista över supernovarester
Detta är en lista över observerade supernovarester.
| Bild | Supernova                 | Tidpunkt så supernovans ljus nått Jorden | Skenbar magnitud av supernovan | Avstånd i ljusår | Typ  | Supernovarest                       |
| ---- | ------------------------- | ---------------------------------------- | ------------------------------ | ---------------- | ---- | ----------------------------------- |
|      | Sagittarius A:s östra del | ?                                        | ?                              | 26 000           | ?    | Sagittarius A:s östra del           |
|      | Simeis 147                | ~38000 f.Kr.                             | ?                              | 3 000            | ?    | Simeis 147 eller Sharpless 2-240    |
|      | W49B                      | ?                                        | ?                              | 35 000           | ?    | GRB-rest?                           |
|      | W50                       | ?                                        | ?                              | 16 000           | ?    | SS 433                              |
|      | Seglets supernova         | 10000-talet f.Kr.–8000-talet f.Kr.       | ?                              | 800              | ?    | Seglets supernovarest               |
|      | Slöjnebulosan             | >3600 f.Kr.                              | ?                              | 1 400–2 600      | ?    | NGC 6960, 6974, 6979, 6992 och 6995 |
|      | Puppis A                  | ~1700 f.Kr.                              | ?                              | 7 000 approx     | ?    |                                     |
|      | G306.3-0.9                | 400 f.Kr.                                | ?                              | 26 000 approx.   | ?    | G306.3-0.9                          |
|      | SN 185                    | 7 december 185                           | ?                              | 8 200?           | Ia?  | Möjligen RCW 86                     |
|      | EO102                     | första årtusendet                        | ?                              | 190 000          | ?    | EO102                               |
|      | SN 1006                   | 1 maj 1006                               | −7.5                           | 7 200            | Ia   | SNR 1006                            |
|      | SN 1054                   | 1054                                     | −6                             | 6 300            | II   | Krabbnebulosan                      |
|      | G350.1-0.3                | ungefär 1100                             | ?                              | 15 000 approx.   | ?    | G350.1-0.3                          |
|      | SN 1181                   | 1181                                     | −1                             | minst 26 000     | ?    | Möjligen 3C58                       |
|      | RX J0852.0-4622           | ungefär 1250                             | ?                              | 700              | ?    | G266.2−1.2                          |
|      | SN 1572                   | 11 november 1572                         | −4                             | 7 500            | Ia   | Tychos supernovarest                |
|      | Keplers stjärna           | 8 oktober 1604                           | −2.5                           | 20 000           | [Ia  | Keplers supernovarest               |
|      | Cassiopeia A              | mitten av 1600-talet                     | +6                             | 10 000           | IIb  | Cassiopeia A                        |
|      | G1.9+0.3                  | ungefär 1868                             | ?                              | 25 000 approx.   | Ia?  | SNR G1.9+0.3                        |
|      | SN 1885A                  | 20 augusti 1885                          | +6                             | 2 500 000        | ?    | SNR 1885A                           |
|      | SN 1987A                  | 24 februari 1987                         | +3                             | 168 000          | II-P | SNR 1987A                           |
|      | G033.6+00.1               | 13,000–1,000 f.Kr.                       | ?                              | 23 150           | ?    | SNR G033.6+00.1 (Kesteven 79)       |